# کونیتاچی، توکیو

نقشهٔ کونیتاچی واقع در ناحیهٔ تامای توکیو

منطقه کونیتاچی (به ژاپنی: 国立市 Kunitachi) به یکی از بخش‌های منطقه تامای توکیو، پایتخت ژاپن گفته می‌شود. مساحت آن ۸٬۱۵ کیلومتر مربع است.